# Mutirikwi
Der Mutirikwi ist ein Fluss in der Provinz Masvingo in Simbabwe.

## Verlauf
Er entspringt etwa 20 km westlich von Gutu und mündet kurz hinter Triangle in den Runde, einem Nebenfluss des Save.

## Hydrometrie
Der Mutirikwi hat ein Einzugsgebiet von etwa 8000 km². Er fließt unregelmäßig. In der Regenzeit, im Januar und Februar, führt es zuweilen sehr viel Wasser und fällt teils im Sommer trocken. Der Abfluss wurde am Pegel Bangala Dam DS Flumes über 20 Jahre (1960–80) bei etwa 1/4 des Einzugsgebietes, gemessen (in m³/s, Werte aus Diagramm abgelesen).

## Stauseen
Bekannt ist der Mutirikwi wegen seines Stausees, dem Lake Mutirikwi 20 km südöstlich der Stadt Masvingo, der als „kleiner Karibasee“ gilt. Eine Staumauer hat diesen See 1960 als Rückhaltebecken für die Bewässerung landwirtschaftlicher Plantagen wie Zitrusfrüchte, Ananas und Baumwolle geschaffen. Heute hat er eine Wasserfläche von 90 km² und sich zum drittgrößten See des Landes aufgestaut. Um den See führt der „Scenic Drive“. Daneben liegt ein Tierschutzgebiet mit exakt gleich vielen km², in dem sich die Breitmaulnashörner prächtig entwickelt haben. Auch zahlreiche andere Tierarten sind dort zu sehen.
Ebenso befindet sich der Bengala-Dam im weiteren Verlauf des Flusses.